# Karl Liebknecht
Karl Liebknecht (født 13. august 1871 Leipzig, død 15. januar 1919 Berlin) var en tysk, socialistisk politiker, søn af Wilhelm Liebknecht. Han stiftede, sammen med Rosa Luxemburg, Spartakistforbundet, senere det tyske kommunistisk parti KPD. Han spillede en stor rolle i Novemberrevolutionen i 1918 sammen med Rosa Luxemburg, hvad der kostede dem begge livet den 15. januar 1919, hvor de blev bortført, tortureret og myrdet af frikorps-medlemmer. Horst von Pflugk-Harttung var en af medlemmerne og sandsynligvis ham, der dræbte Karl. 
Han er bror til Theodor og Otto, og blandt andet far til maleren Robert Liebknecht. Ved hans dåb var fadderne Karl Marx og Friedrich Engels. 
Han er ligesom sin far begravet på Zentralfriedhof Friedrichsfelde.